# Chiesa di San Pietro (Barletta)
La chiesa di San Pietro è un edificio religioso del centro storico di Barletta, situato in via Duomo.

## Storia e descrizione
La chiesa fu edificata nel tardo '500, a seguito della distruzione della storica chiesa di San Pietro fuori le mura, a causa del Sacco di Barletta, ad opera delle truppe di Lautrec. 
La chiesa è posta in una delle vie più importanti della città via Duomo (Barletta),  di fronte la piazza della Cattedrale. 
Grande circa 800 mq e al suo interno sono contenute numerose opere d'arte. 
Ogni domenica viene tenuta al suo interno una messa tridentina.